# Fokker F-27
Die Fokker F-27 Friendship ist ein Turboprop-Verkehrsflugzeug des ehemaligen niederländischen Flugzeugherstellers Fokker.

## Geschichte
Die Entwicklung begann in den 1950er-Jahren, um die Douglas DC-3 zu ersetzen. Das Ergebnis war ein Schulterdecker mit zwei Rolls-Royce Dart-Triebwerken und einer Druckkabine für anfangs 28 Passagiere. Der erste Prototyp flog am 24. November 1955. Der zweite Prototyp wurde im vorderen Bereich um etwa einen Meter verlängert, da sich das Flugzeug in der Flugerprobung als hecklastig erwiesen hatte. Die erste Serienversion, die F-27-100, fasste 44 Passagiere und wurde 1958 an den Erstkunden, die irische Aer Lingus ausgeliefert. Mit einem stärkeren Motor entstand die F-27-200. Die bekannteste Variante F-27-500 erhielt einen 1,5 m längeren Rumpf und Platz für 52 Passagiere. Sie flog erstmals im November 1967.

Briefmarke 1980

Im Jahr 1956 schloss Fokker einen Vertrag mit der US-amerikanischen Firma Fairchild zur Produktion und zum Vertrieb des Flugzeuges für den nordamerikanischen Markt. Die erste in den USA gebaute Fairchild F-27 flog am 12. April 1958.
In den frühen 1980er Jahren entwickelte der niederländische Hersteller mit der Fokker 50 einen Nachfolgetyp der F-27.
Die dritte Serienmaschine, ein Flugzeug der Serie F-27-100, steht heute als Ausstellungsstück im Aviodrome Museum im niederländischen Lelystad. Das Museum besitzt auch Teile des Prototyps.
Vor Curaçao, der größten Insel der ehemaligen Niederländischen Antillen, wurde im Februar 2007 bei dem ehemaligen Fischerort Westpunt eine ausgemusterte F-27 im Meer versenkt. Sie dient als künstliches Riff und stellt eine Attraktion für Taucher dar.

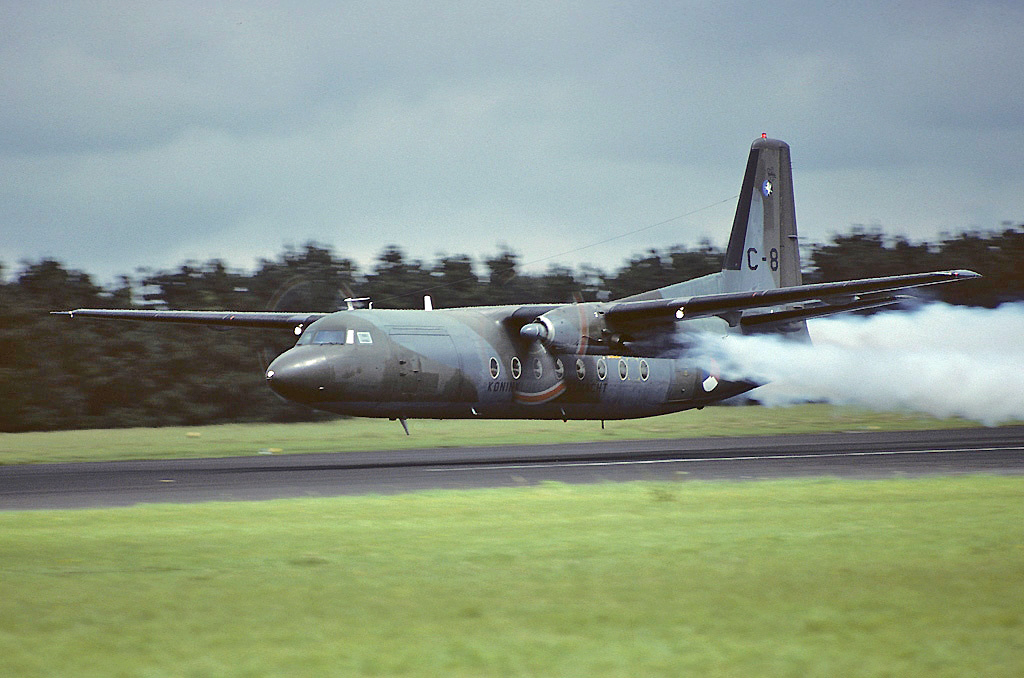
Troopship (F-27-300M) in extremem Tiefflug

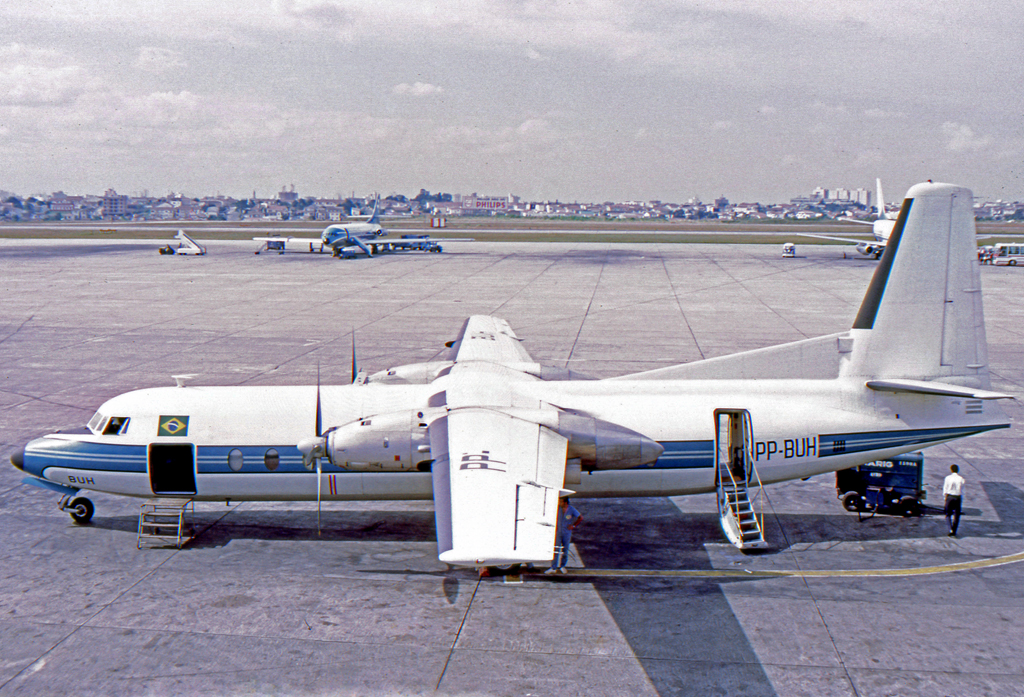
Eine FH-227B auf dem Flughafen São Paulo-Congonhas, 1972

## Versionen
- F-27-100 – erste verkaufte Version des Flugzeugs mit Platz für 44 Passagiere
- Fairchild F-27 – von Fairchild in Lizenz gebaute F-27-100 mit lediglich 40 Sitzplätzen, aber mit integrierter Fluggasttreppe im Heck sowie größeren Treibstofftanks und Bugradar
- F-27-200 – Version mit stärkeren Motoren
- F-27-200-MAR – Unbewaffneter Seeaufklärer
- F-27-200-Maritime Enforcer – Bewaffnete Version der -200-MAR
- F-27-300M – „Troopship“, Transportmaschine für die königliche niederländische Luftwaffe
- F-27-300 – „Combiplane“, zivile Version der -300M
- F-27-400 – „Combi“, mit einer seitlichen Frachttür
- F-27-400M – „C-31A Troopship“, Militärversion der -400 für die U.S. Army
- FH-227 – in mehreren Versionen von Fairchild-Hiller gebaute Fairchild F-27 mit einem um 1,83 m verlängerten Rumpf und nunmehr 56 Passagierplätzen sowie größerem Frachtbereich mit Frachttür
- F-27-500 – nach Erscheinen der FH-227 zog Fokker nach und baute eine F-27 mit einem um 1,5 m verlängerten Rumpf und nunmehr 52 Passagierplätzen
- F-27-500M – Militärversion der -500
- F-27-500F – Version der -500 für den australischen Markt mit abgeänderten Türmaßen
- F-27-600 – Frachtversion der -200 mit einer großen Frachttür
- F-27-700 – 100 mit einer großen Frachttür

## Nutzung

### Käufer

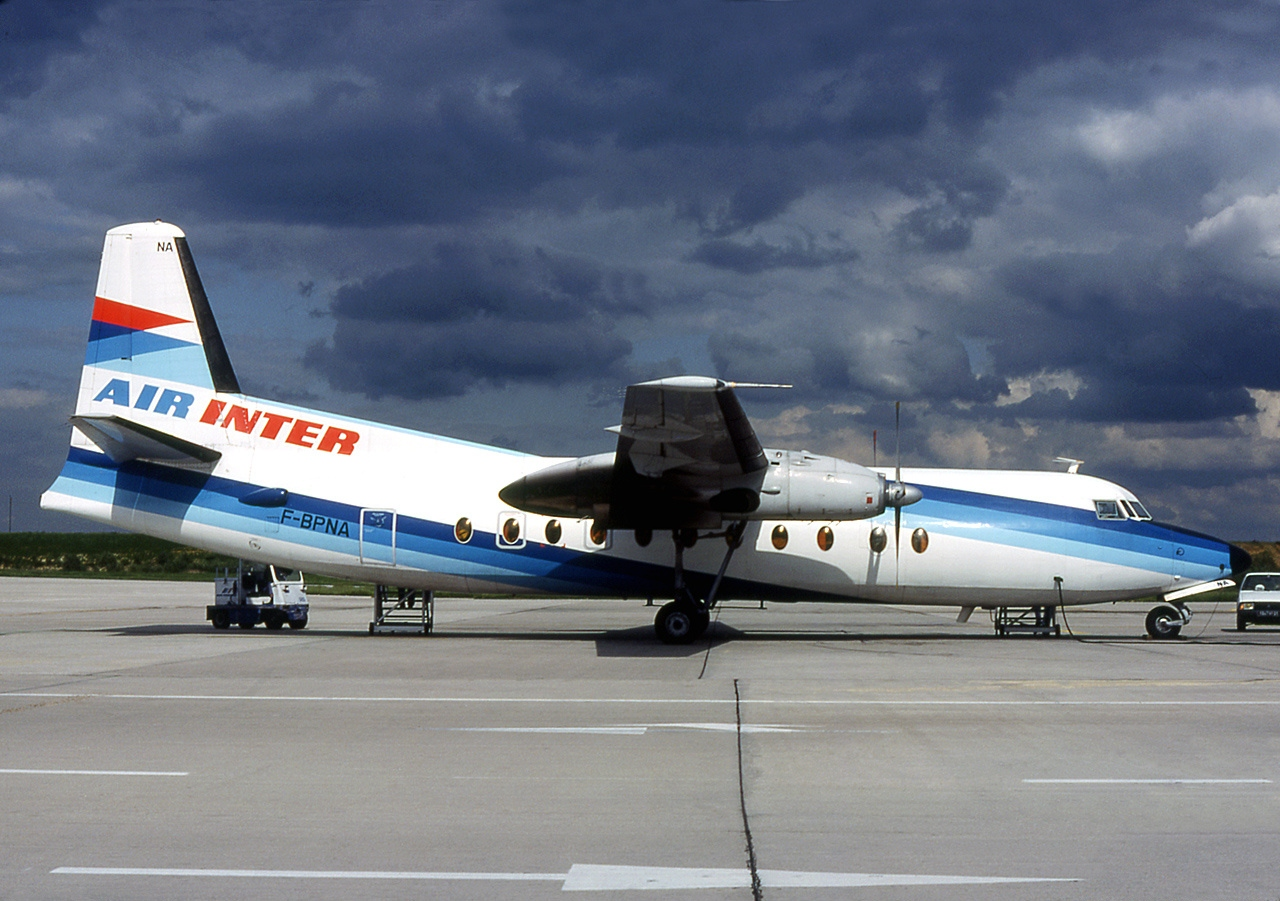
Eine Fokker F-27-500 der Air Inter

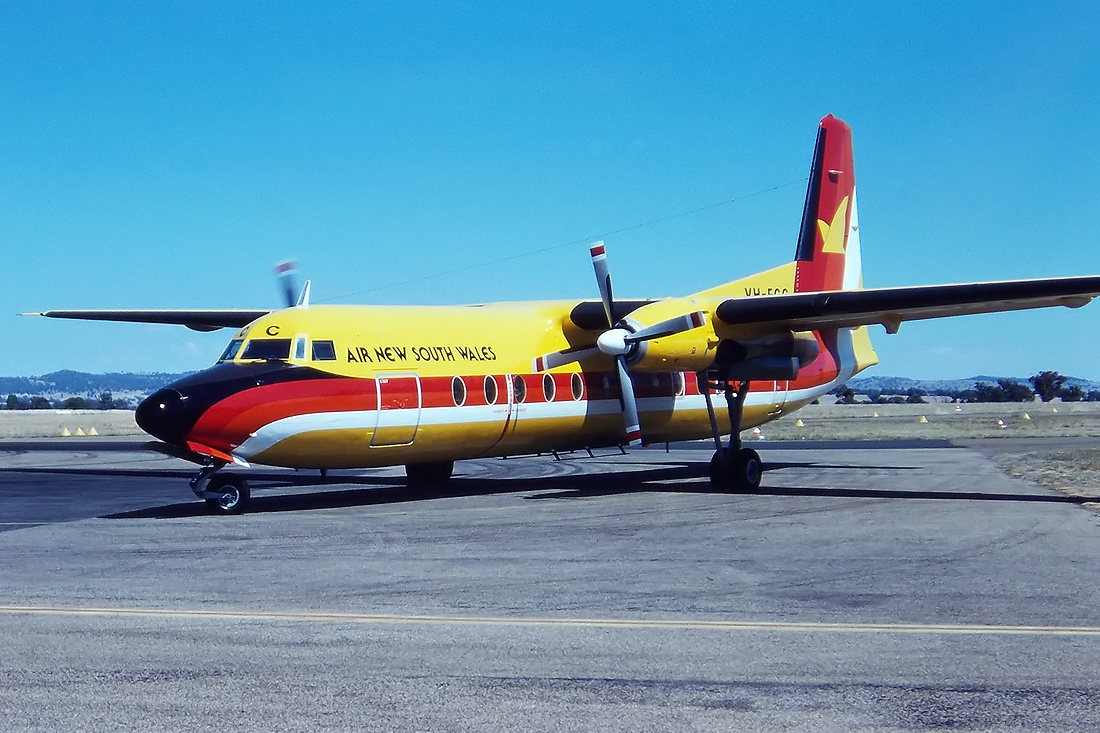
Eine Fokker F-27-500 der Air New South Wales

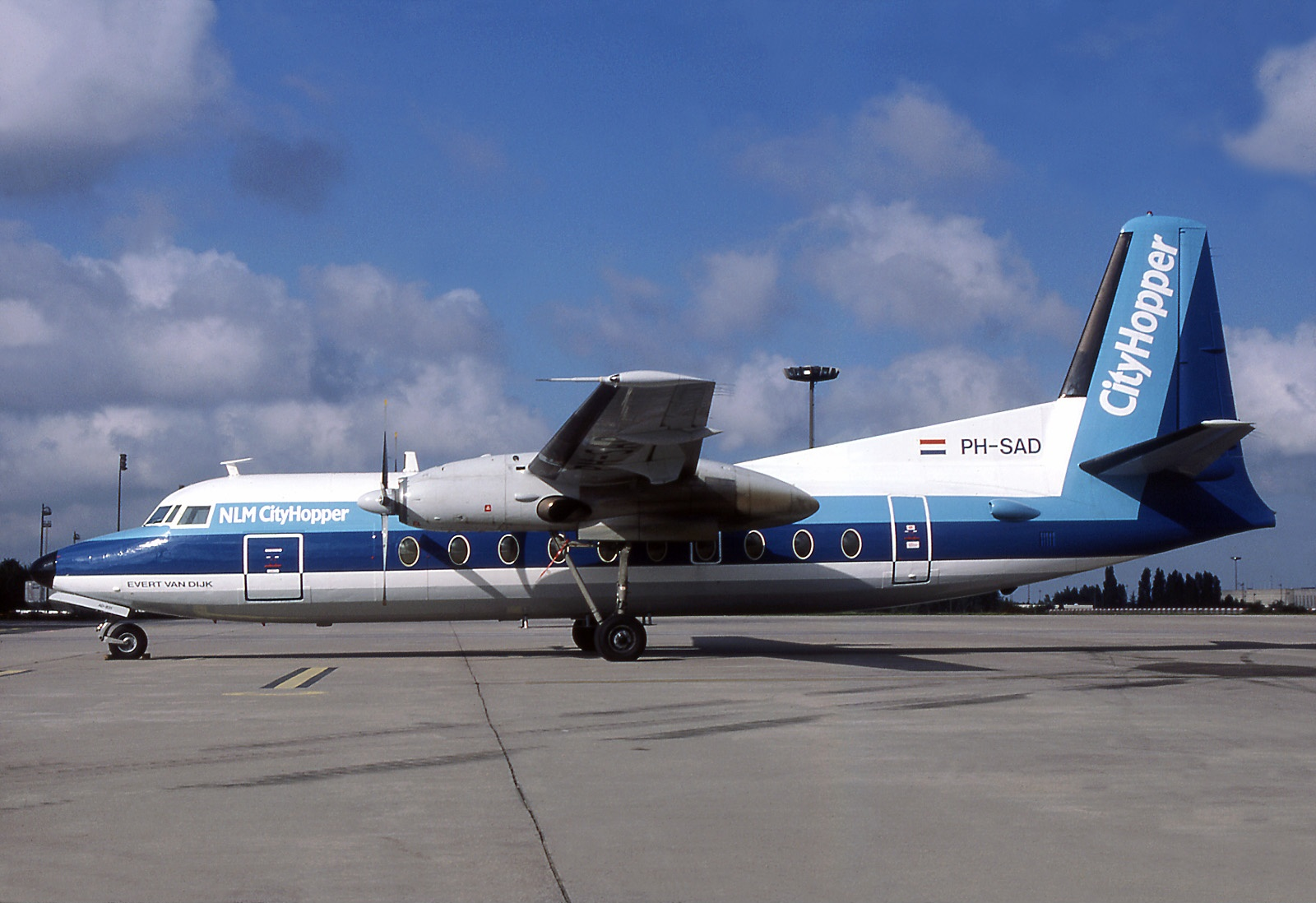
Eine Fokker F-27-200 der NLM Cityhopper

Folgende Fluggesellschaften kauften die Fokker F-27 und ihre Versionen von Fairchild Hiller als Neuflugzeug (noch nicht vollständig):
- Aer Lingus
- Air Congo
- Air France
- Air Inter
- Airlines of New South Wales
- All Nippon Airways
- Ansett-ANA
- Aero Trasporti Italiani (ATI)
- Balair
- Braathens S.A.F.E.
- Burma Airways
- East African Airways
- East-West Airlines
- Garuda Indonesia
- Iberia
- Indian Airlines
- Korean Airlines
- LTU (Lufttransport-Unternehmen)
- Luxair
- Maersk Air
- Malaysia Singapore Airlines
- NZNAC, New Zealand National Airways Corporation
- NLM (Nederlandse Luchtvaart Maatschappij)
- Nigeria Airways
- Pakistan International Airlines
- Philippine Airlines
- Quebecair
- Somali Airlines
- Sudan Airways
- THY (Turkish Airlines)
- Trans Australia Airlines
- Union of Burma Airways

### Militärische Betreiber
Folgende Streitkräfte betreiben oder betrieben die F-27 und ihre Versionen von Fairchild Hiller (noch nicht vollständig):
- Argentinische Luftwaffe
- Bolivianische Luftwaffe
- Finnische Luftwaffe
- Ghanaische Luftwaffe
- Indonesische Luftstreitkräfte
- Iranische Luftwaffe
- Pakistan Navy, sechs F-27-200MPA bei der 27. Squadron in Mehran
- Philippinische Luftwaffe
- Senegambische Luftwaffe
- Royal Thai Navy

### Betreiber gebrauchter Maschinen

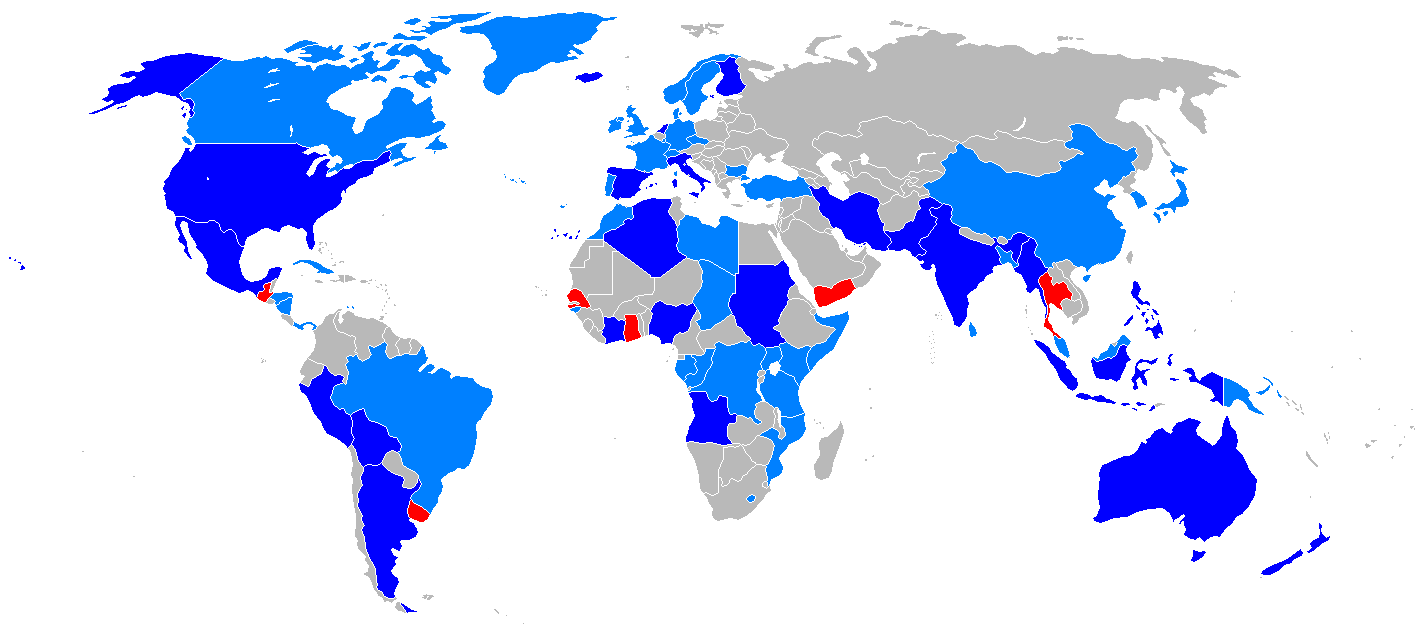
Verbreitung der Fokker F-27 nach Staaten (Stand 2006):
hellblau = zivile Betreiber
rot = militärische Betreiber
dunkelblau = sowohl zivile, als auch militärische Betreiber

Folgende Fluggesellschaften betreiben oder betrieben die F-27 und ihre Versionen von Fairchild Hiller (noch nicht vollständig):
- Aerocaribe (Mexiko)
- Aerocenter Trafikflyg (Schweden)
- Air Algérie (Algerien)
- Air Executive Norway (Norwegen)
- Air Panama (Panama)
- Air Tanzania (Tansania)
- Air UK (Großbritannien)
- Air Zaire (Zaire)
- Amadeus Air (Österreich)
- Aviaco (Spanien)
- Bali Air (Indonesien)

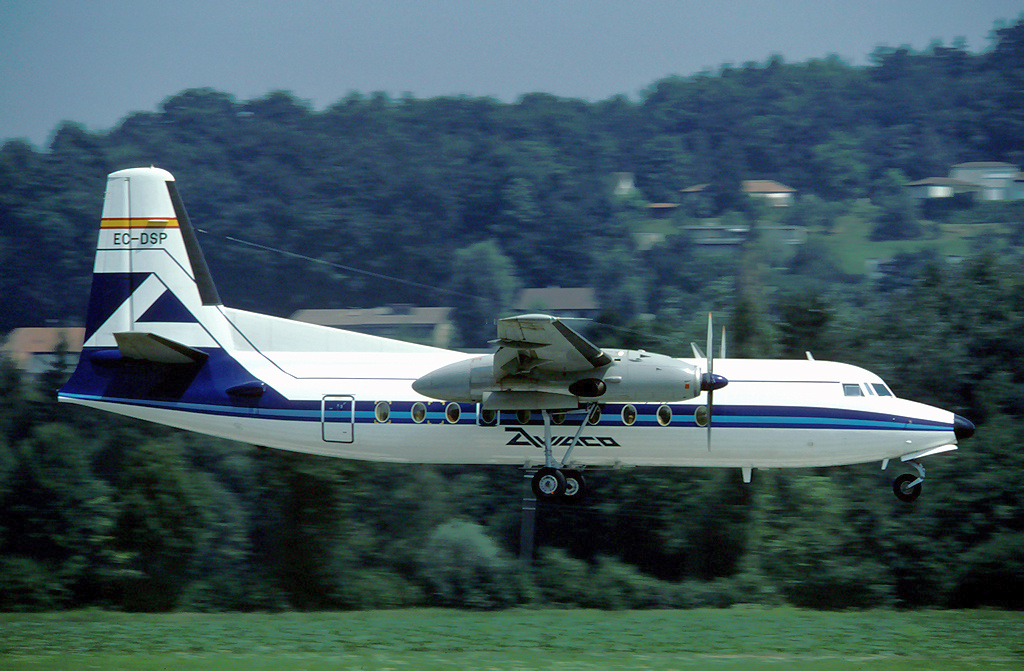
Eine Fokker F-27-600 der Aviaco

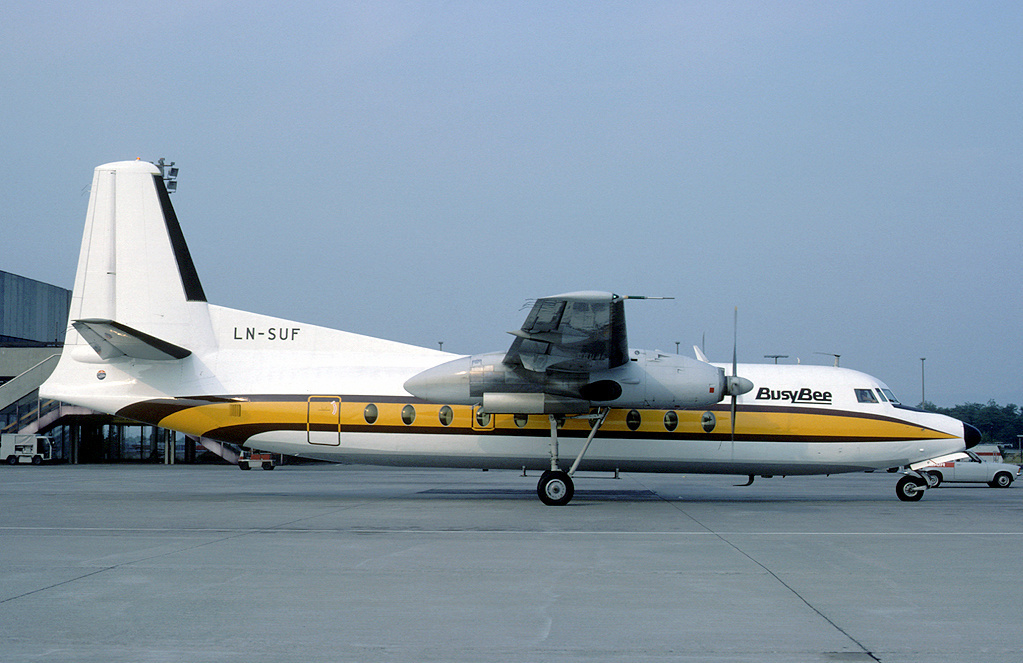
Eine Fokker F-27-200 der Busy Bee of Norway

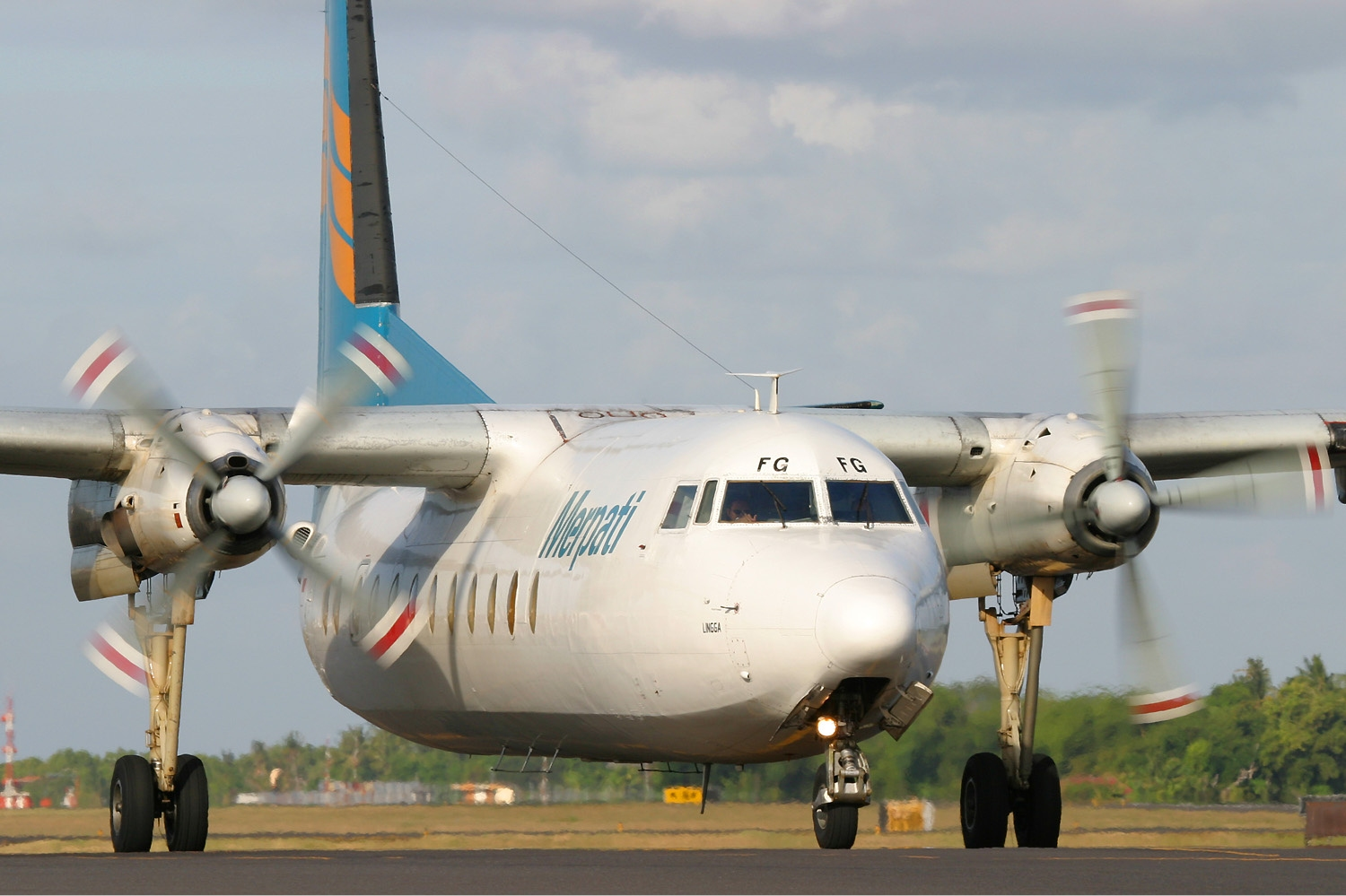
Eine Fokker F-27-500 der Merpati Nusantara Airlines

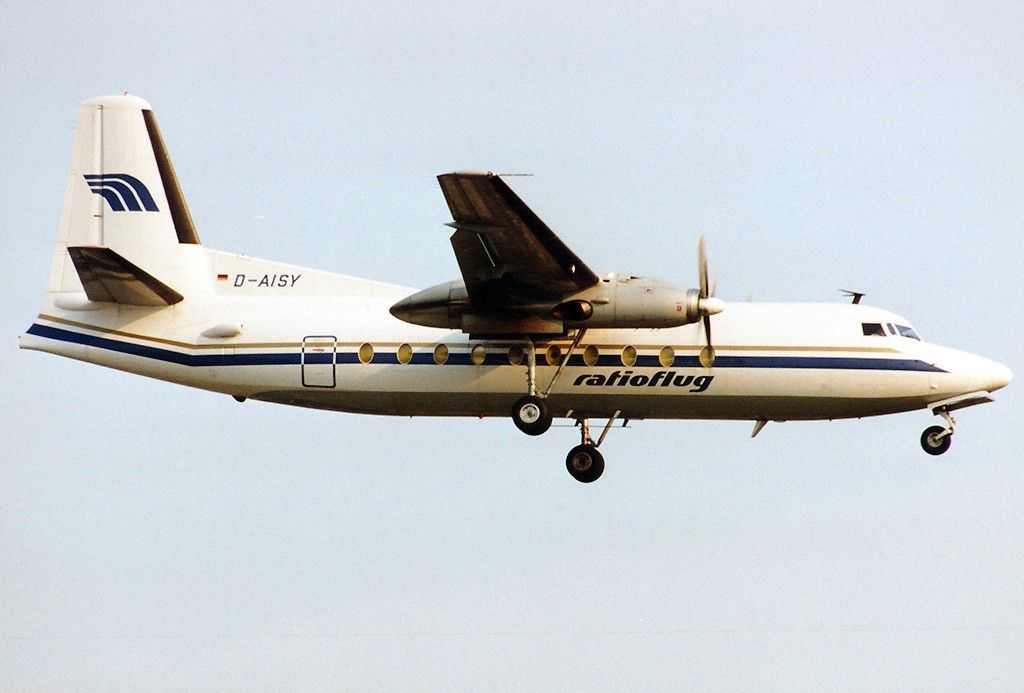
Eine Fokker F-27-600 der Ratioflug

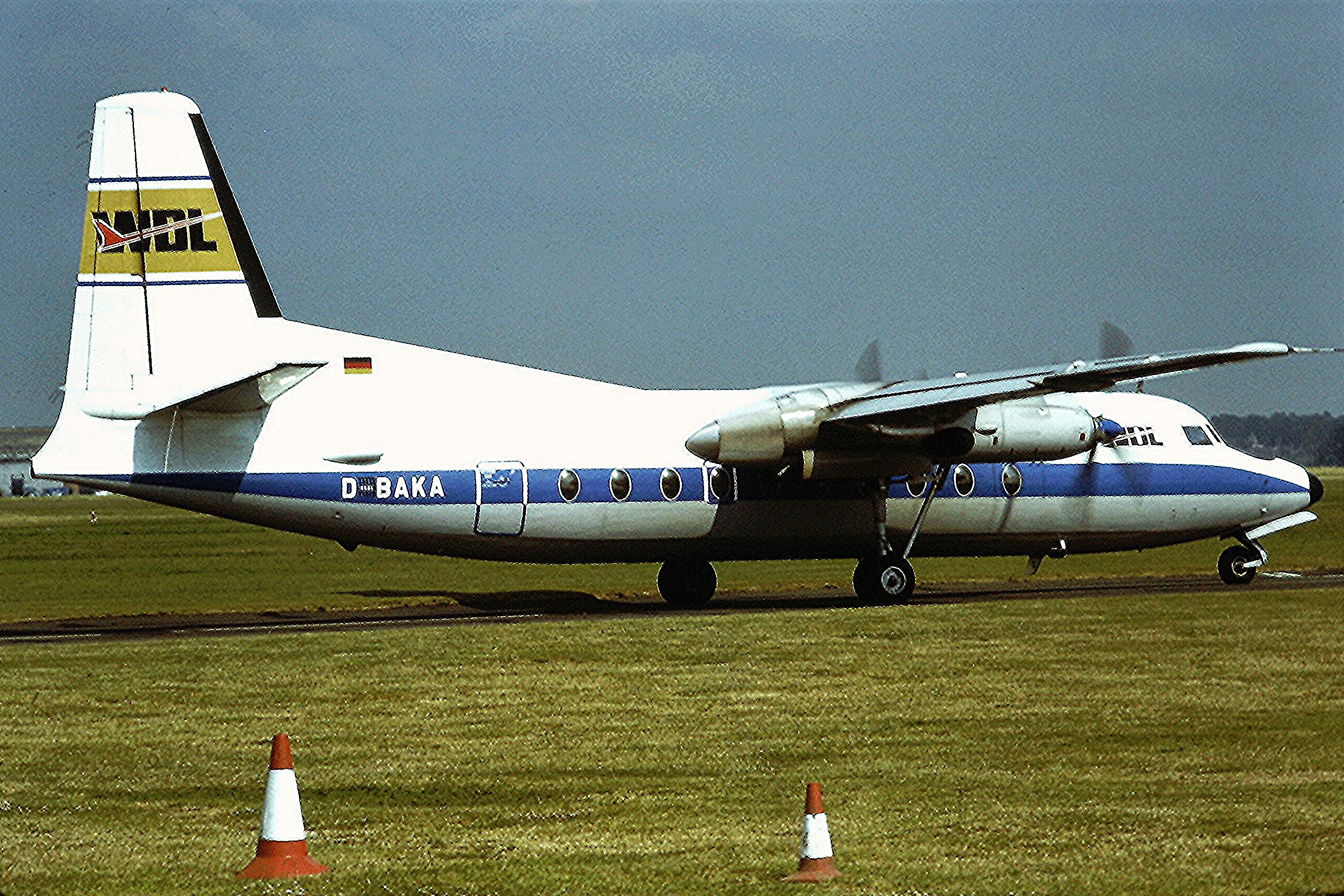
Eine Fokker F-27-100 der WDL

- Belgian International Air Services (Belgien)
- Busy Bee of Norway (Norwegen)
- CATA Línea Aérea (Argentinien)
- Channel Express (Großbritannien)
- Condor Flugdienst (Deutschland)
- Cubana de Aviación (Kuba)
- DLT Deutsche Luftverkehrsgesellschaft
- Farnair Switzerland (Schweiz)
- Kenya Airways (Kenia)
- Lauda Air (Österreich)
- Libyan Arab Airlines
- Líneas Aéreas del Estado (Argentinien)
- Lloyd Aéreo Boliviano (Bolivien)
- LTU (Deutschland)
- Merpati Nusantara Airlines (Indonesien)
- Myanmar Airways
- NEPC Airlines (Indien)
- Nusantara Air Service (Indonesien)
- Ratioflug Luftfahrtunternehmen (Deutschland)
- Royal Nepal Airlines (Nepal)
- Saha Airlines (Iran)
- SAT Flug (Deutschland)
- Scibe Airlift (Zaire)
- SkyTeam Luftfahrtunternehmen (Deutschland)
- Swedair (Schweden)
- TAAG Angola Airlines (Angola)
- Transeuropa (Spanien)
- Union de Transports Aériens (Frankreich)
- VARIG (Brasilien)
- WDL Aviation (Deutschland)

## Zwischenfälle
Vom Erstflug 1955 bis Februar 2025 wurden 179 Fokker F-27 zerstört, 165 davon durch Unfälle. Bei 95 dieser Zwischenfälle gab es insgesamt 1574 Todesopfer.

## Technische Daten

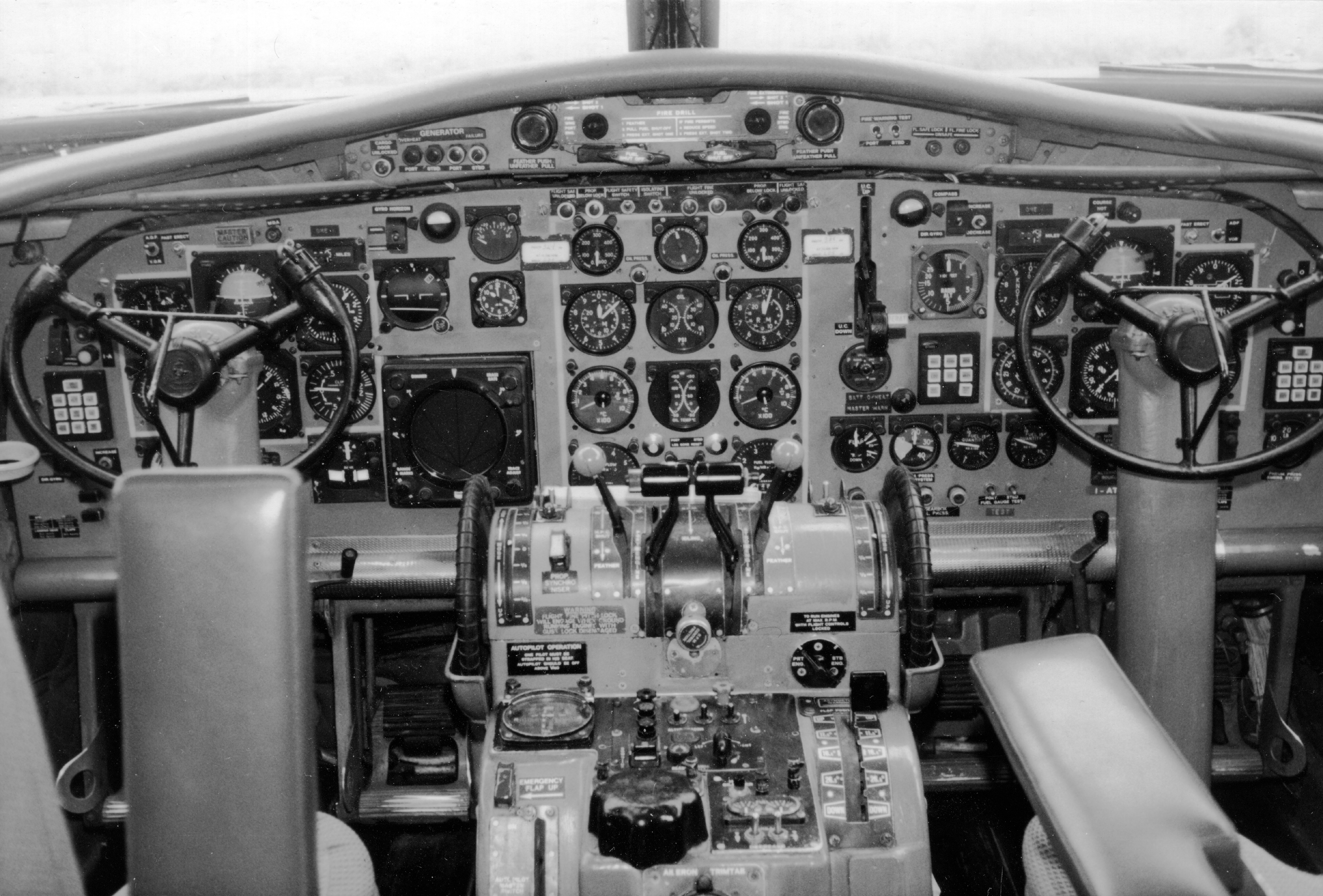
Cockpit

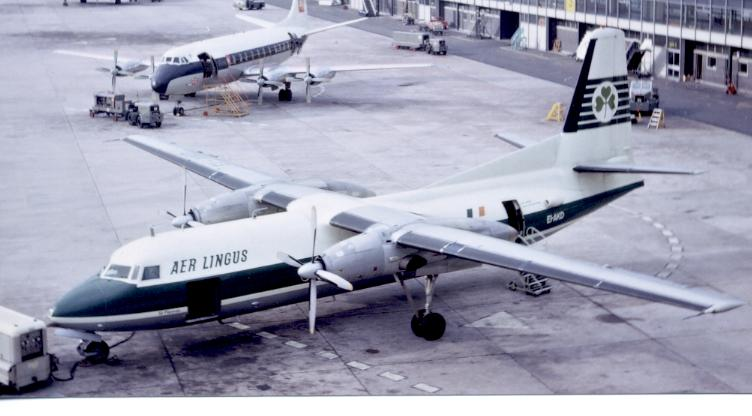
Eine F-27-100 der Aer Lingus, die die erste Maschine dieses Typs erwarb (Manchester Airport, 1965)

| Kenngröße                 | Daten F-27-200                        |
| ------------------------- | ------------------------------------- |
| Besatzung                 |                                       |
| Passagiere                |                                       |
| Länge                     | 23,5 m                                |
| Spannweite                | 29,0 m                                |
| Höhe                      |                                       |
| Flügelfläche              | 70,00 m²                              |
| Flügelstreckung           | 12                                    |
| Leermasse                 | ? kg                                  |
| max. Startmasse           | 19.050 kg                             |
| max. Reisegeschwindigkeit | 483 km/h                              |
| Höchstgeschwindigkeit     |                                       |
| Dienstgipfelhöhe          | 9935 m                                |
| Reichweite                | 1.468 km                              |
| Triebwerke                | 2 × Rolls-Royce Dart-Mk528-Turboprops |